# La Ferrière-de-Flée
La Ferrière-de-Flée és un municipi francès situat al departament de Maine i Loira i a la regió de País del Loira. L'any 2007 tenia 316 habitants.

## Demografia

### Població
El 2007 la població de fet de La Ferrière-de-Flée era de 316 persones. Hi havia 116 famílies de les quals 24 eren unipersonals (12 homes vivint sols i 12 dones vivint soles), 44 parelles sense fills i 48 parelles amb fills.
La població ha evolucionat segons el següent gràfic:
Habitants censats

### Habitatges
El 2007 hi havia 135 habitatges, 117 eren l'habitatge principal de la família, 8 eren segones residències i 10 estaven desocupats. Tots els 135 habitatges eren cases. Dels 117 habitatges principals, 92 estaven ocupats pels seus propietaris i 25 estaven llogats i ocupats pels llogaters; 2 tenien una cambra, 2 en tenien dues, 13 en tenien tres, 28 en tenien quatre i 72 en tenien cinc o més. 87 habitatges disposaven pel capbaix d'una plaça de pàrquing. A 47 habitatges hi havia un automòbil i a 58 n'hi havia dos o més.

### Piràmide de població
La piràmide de població per edats i sexe el 2009 era:
| Homes | Edats   | Dones |
| ----- | ------- | ----- |
| 0     | 95 o +  | 0     |
| 1     | 90 a 94 | 1     |
| 3     | 85 a 89 | 2     |
| 1     | 80 a 84 | 3     |
| 5     | 75 a 79 | 4     |
| 5     | 70 a 74 | 9     |
| 7     | 65 a 69 | 8     |
| 12    | 60 a 64 | 6     |
| 5     | 55 a 59 | 8     |
| 6     | 50 a 54 | 9     |
| 7     | 45 a 49 | 5     |
| 11    | 40 a 44 | 7     |
| 13    | 35 a 39 | 7     |
| 10    | 30 a 34 | 13    |
| 9     | 25 a 29 | 8     |
| 5     | 20 a 24 | 4     |
| 10    | 15 a 19 | 11    |
| 5     | 10 a 14 | 5     |
| 9     | 5 a 9   | 10    |
| 9     | 0 a 4   | 10    |

## Economia
El 2007 la població en edat de treballar era de 187 persones, 143 eren actives i 44 eren inactives. De les 143 persones actives 137 estaven ocupades (76 homes i 61 dones) i 6 estaven aturades (1 home i 5 dones). De les 44 persones inactives 17 estaven jubilades, 13 estaven estudiant i 14 estaven classificades com a «altres inactius».

### Ingressos
El 2009 a La Ferrière-de-Flée hi havia 130 unitats fiscals que integraven 344,5 persones, la mediana anual d'ingressos fiscals per persona era de 15.923 €.

### Activitats econòmiques
Dels 8 establiments que hi havia el 2007, 1 era d'una empresa extractiva, 1 d'una empresa de fabricació de material elèctric, 2 d'empreses de construcció, 2 d'empreses de comerç i reparació d'automòbils i 2 d'empreses de serveis.
Dels 2 establiments de servei als particulars que hi havia el 2009, 1 era una lampisteria i 1 electricista.
L'any 2000 a La Ferrière-de-Flée hi havia 33 explotacions agrícoles que ocupaven un total de 1.088 hectàrees.

## Equipaments sanitaris i escolars
El 2009 hi havia una escola elemental integrada dins d'un grup escolar amb les comunes properes formant una escola dispersa.

## Poblacions més properes
El següent diagrama mostra les poblacions més properes.